# American River (Californie)
Pour les articles homonymes, voir American River.
L’American River (Río de los Americanos pendant la période mexicaine) est un cours d'eau en Californie (États-Unis). Elle a une place prééminente dans l’histoire américaine car c’est sur elle que se trouve Sutter's Mill, où de l’or fut découvert en 1848, déclenchant la ruée vers l'or. Elle coule depuis la Sierra Nevada, via Sacramento et se déverse dans le Sacramento avant la Baie de San Francisco. Elle est connue pour ses rapides. Les Espagnols l'avaient baptisée ainsi en l'honneur des trappeurs canadiens français qui la fréquentaient.

## Géographie
L’American River est divisée en trois branches, nord, centrale et sud. La branche nord coule sous le pont de Foresthill juste avant la confluence avec la branche centrale à environ 5 km de Auburn, en Californie. De là, la rivière sinue près du site proposé pour le barrage Auburn, puis au-delà vers le Lac Folsom. Elle est connue pour ses canyons verdoyants, où se pratiquent la pêche et le rafting en eau vive. Après le lac Folsom, la rivière passe par une zone urbaine, mais est protégée par un parc de loisirs riverain, l'American River Parkway, qui se prolonge sur 37 km, du lac Folsom à la confluence de la rivière avec la Sacramento River. L'American River Parkway incorpore le Jedediah Smith Memorial Trail, une piste cyclable sinueuse d'une cinquantaine de kilomètres, qui suit la rive de la rivière depuis Old Sacramento (en) jusqu'au lac Folsom.

## Hydroélectricité
L’American River et ses affluents (comme la plupart des rivières de Californie) sont largement équipés de barrages et utilisés pour la production hydroélectrique. Bunch Creek (en) est l’un des affluents de la branche nord de la rivière. Puisque la ruée vers l'or était centrée autour de l’American River, celle-ci est l’une des premières rivières californiennes dont les rives ont été peuplées et où ont été installés des moulins. À la fin du XIXe siècle, quelques-uns des anciens moulins ont été convertis en usines hydroélectriques, la prison d’État de Folsom utilisant la rivière pour générer son électricité en 1893. La compagnie Natoma a achevé sa centrale de Folsom et commencé à fournir du courant à Sacramento, à 35 km de là, dès 1895.
De nos jours, les cinq centrales de production sur la branche centrale de la rivière sont la propriété de l’Agence pour l’eau du Comté de Placer (Placer County Water Agency ) (PCWA) et le Sacramento Municipal Utility District (SMUD) en possède huit sur la branche sud. La Compagnie du gaz et de l’électricité du Pacifique, la Pacific Gas and Electric Company, (PG&E) possède l’usine de Chili Bar sur la branche sud en aval des usines de la SMUD. Le Bureau of Reclamation fédéral (USBR) a deux usines hydroélectriques en aval des barrages de Folson et de Nimbus. Le Bureau of Reclamation utilise Nimbus comme usine de base, et Folsom comme usine intermédiaire.